# (74304) 1998 TA13
(74304) 1998 TA13 – planetoida z pasa głównego asteroid okrążająca Słońce w ciągu 5,06 lat w średniej odległości 2,94 j.a. Odkryta 13 października 1998 roku.